# Chevvoor
Chevvoor es una ciudad censal situada en el distrito de Thrissur en el estado de Kerala (India). Su población es de 16086 habitantes (2011). Se encuentra a 8 km de Thrissur y a 64 km de Cochín.

## Demografía
Según el censo de 2011 la población de Chevvoor era de 16086 habitantes, de los cuales 7691 eran hombres y 8395 eran mujeres. Chevvoor tiene una tasa media de alfabetización del 96,74%, inferior a la media estatal del 94%: la alfabetización masculina es del 97,86%, y la alfabetización femenina del 95,72%.